# Kildare
Kildare (forma anglicizzata) o Cill Dara (in irlandese, lett. "chiesa della quercia") è una città della contea di Kildare, provincia di Leinster, nella Repubblica d'Irlanda. Sebbene dia il suo nome alla contea, Kildare non è il capoluogo della contea, che è invece Naas. La città si trova a circa 50 km da Dublino, abbastanza vicino per essere diventata una città dormitorio della capitale.

## Storia
Nei tempi pre-cristiani Kildare era il sito di un santuario della dea celtica Brigid. Dopo l'introduzione del Cristianesimo nel V e VI secolo, nel luogo in cui sorgeva il santuario, Santa Brigida d'Irlanda fondò un unico monastero di monaci e suore sul sito dell'attuale cattedrale.

### Chiesa dei Carmelitani
I frati carmelitani accettarono l'invito di Lord William de Vesci e giunsero nel Kildare nel 1290. Lo stesso de Vesci favorì l'inserimento dei francescani e costruì il castello originale di Kildare. Con la soppressione dei monasteri sotto Enrico VIII, i frati dovettero proseguire il loro ministero clandestinamente per due secoli finché le leggi penali furono attenuate e negli anni 1750 i carmelitani tornarono nel Kildare ed eressero una chiesa e una scuola vicino alle fondamenta originali del 1290. Questa chiesa del XVIII secolo fu attiva per i carmelitani e per la popolazione del distretto per più di un secolo. Le fondamenta dell'attuale chiesa furono gettate nel 1884 e il progetto della chiesa fu steso dall'architetto William Hague in "stile Pugin".